# Szczep 208 WDHiZ
Szczep 208 Warszawskich Drużyn Harcerskich i Zuchowych im. Batalionu „Parasol” – warszawski szczep drużyn harcerskich ze Szkoły Podstawowej nr 191 im. Józefa Kraszewskiego oraz Gimnazjum Społecznego nr 20. Należy do Hufca Warszawa-Mokotów.

## Historia
W 1957 powstała 208 Warszawska Drużyna Harcerska, która w 1961 rozwinęła się w szczep. Pierwszym drużynowym, a potem komendantem był hm. Alojzy Białek. Szczep działał przy Szkole Podstawowej nr 113 (od 1999 Gimnazjum nr 3). 8 czerwca 1969 po dwuletniej próbie, jako pierwszy w Polsce, przyjął imię Batalionu „Parasol”.
W 1980 w harcówce szczepu powstał KIHAM, jego przewodniczącym został były komendant szczepu hm. Andrzej Suchocki. W powstałej niedługo potem Radzie Porozumienia KIHAM, jej przewodniczącym został inny były komendant – hm. Stanisław Czopowicz. Podobnie jak większość środowisk Hufca Mokotów szczep po 1989 nie opuścił ZHP.
W latach 70. instruktorami w szczepie byli Anna i Bronisław Komorowscy.
Od 2003 roku część drużyn szczepu działała w Szkole Podstawowej nr 191. W roku 2014 szczep przeniósł swoją siedzibę do Szkoły Podstawowej 191 i całkowicie wycofał się z Gimnazjum nr 3.

## Komendanci szczepu[2]
- Alojzy Białek (od grudnia 1957 do 1970)
- Stanisław Czopowicz (od 1970 do września 1975)
- Tomasz Dangel (od września 1975 do września 1976)
- Andrzej Suchocki (od września 1976 do października 1980)
- Aleksander Pietrzak (od października 1980 do lutego 1983)
- Stanisław Czopowicz (od lutego 1983 do 1986; drugi raz)
- Rafał Łapiński (od 1986 do września 1991)
- Agata Kułaj (od września 1991 do września 1994; formalnie do września 1995)
- Piotr Krzemień (od września 1994 do września 1995 p.o. komendanta; komendant od września 1995 do lutego 1998)
- Aleksander Senk (od kwietnia 1998 do września 2003; od kwietnia do końca lipca 1998 obowiązki komendanta pełnił Mariusz Grzęda)
- Michał Senk (od września 2003 do grudnia 2007)
- Agata Smagała (od grudnia 2007 do stycznia 2010)
- Tadeusz Pieńkowski (od stycznia 2010 do czerwca 2016)
- Marcel Świerkocki (od czerwca 2016 do grudnia 2019)
- Jerzy Piwkowski (od grudnia 2019)[3]

## Drużyny szczepu[4]
- 208 WDZ Ti-ti-ka-ka
- 208 WDSH-ek Bukowina
- 208 WDH-y Burza
- 208 WDH-ek Helios
- 208 WDSH-y Żywioł